# Nivankylä
Nivankylä är en tätort (finska: taajama) i Rovaniemi stad (kommun) i landskapet Lappland i Finland. Vid tätortsavgränsningen den 31 december 2021 hade Nivankylä 329 invånare och omfattade en landareal av 2,08 kvadratkilometer.